# Cacicus melanicterus
Cacicus melanicterus là một loài chim trong họ Icteridae.